# Mária Mračnová
Mária Mračnová, rozená Faithová (* 24. září 1946, Košice) je bývalá československá atletka slovenské národnosti, jejíž specializací byl skok do výšky.

## Kariéra
Skoku do výšky se naplno začala věnovat během studií na střední všeobecné škole v Košicích. V letech 1964 - 1970 studovala FTVŠ UK (Fakulta tělesné výchovy a sportu Univerzita Komenského) v Bratislavě, obor tělesná výchova - biologie.
Její první velkou finálovou účastí bylo 4. místo na světové letní univerziádě v Budapešti v roce 1965. O rok později skončila na prvním ročníku evropských halových her (předchůdce halového ME) v Dortmundu na 7. místě. Těsně pod stupni vítězů, na 4. místě poté zůstala na ME v atletice 1966 v Budapešti, kde ji o bronzovou medaili připravil horší technický zápis. Na letních olympijských hrách 1968 v Mexiku obsadila výkonem 178 cm 6. místo.
V roce 1969 obsadila na posledních evropských halových hrách v Bělehradu ve finále 6. místo (176 cm). Jeden z největších úspěchů své kariéry zaznamenala v témže roce na evropském šampionátu v Athénách, kde vybojovala výkonem 183 cm bronzovou medaili. Úspěch československých výškařek tehdy dovršila i Miloslava Rezková, která se stala mistryní Evropy.
Pro mateřské povinnosti nestartovala na olympijských hrách v Mnichově v roce 1972. Po návratu skončila osmá na ME v atletice 1974 v Římě. Úspěšnou sezónu zažila v roce 1976, kdy skončila sedmá na halovém ME v Mnichově. V témže roce podruhé v kariéře reprezentovala na letní olympiádě. V kanadském Montrealu nakonec ve finále obsadila výkonem 189 cm 4. místo. Na medaili bylo zapotřebí překonat 191 cm. Olympijskou vítězkou se stala Rosemarie Ackermannová z NDR, která jako jediná zdolala 193 cm.
Na domácích atletických akcích získala titul halové mistryně Československa v roce 1976 (185 cm) a čtyři tituly na dráze z let 1966 (177 cm), 1967 (168 cm), 1975 (185 cm) a 1976 (192 cm). Atletickou kariéru ukončila v roce 1978.
V roce 2008 byla již počtvrté v řadě zvolena předsedkyní Slovenského atletického svazu.

### Úspěchy
| Rok  | Závod                              | Místo                 | Umístění | Výkon  |
| ---- | ---------------------------------- | --------------------- | -------- | ------ |
| 1965 | Univerziáda                        | Budapešť, Maďarsko    | 4.       | ?      |
| 1966 | Mistrovství Evropy v atletice 1966 | Budapešť, Maďarsko    | 4.       | 1,71 m |
| 1966 | Evropské halové hry 1966           | Dortmund, NSR         | 7.       | 1,60 m |
| 1968 | Letní olympijské hry 1968          | Mexiko City, Mexiko   | 6.       | 1,78 m |
| 1969 | Mistrovství Evropy v atletice 1969 | Athény, Řecko         | 3.       | 1,83 m |
| 1974 | Mistrovství Evropy v atletice 1974 | Řím, Itálie           | 8.       | 1,83 m |
| 1976 | Halové ME v atletice 1976          | Mnichov, NSR          | 7.       | 1,86 m |
| 1976 | Letní olympijské hry 1976          | Montreal, Kanada      | 4.       | 1,89 m |
| 1978 | Mistrovství Evropy v atletice 1978 | Praha, Československo | 12.      | 1,80 m |

### Osobní rekordy
V letech 1966 – 1976 postupně zlepšovala československý rekord ve výšce. Ze 170 cm až na 192 cm.
- hala – 186 cm – 21. únor 1976, Mnichov
- venku – 192 cm – 18. červenec 1976, Třinec